# Barbisio
Barbisio è stata un'azienda italiana che progettava e realizzava cappelli di feltro di pelo. La sede produttiva era posta fin dal 1862, anno della fondazione, nell'originario stabilimento di Sagliano Micca, nel biellese, e si estendeva su 5.500 metri quadrati. Nel 1981 l'azienda è stata chiusa e dal 1982 è un marchio di proprietà del Cappellificio Cervo.

## Storia

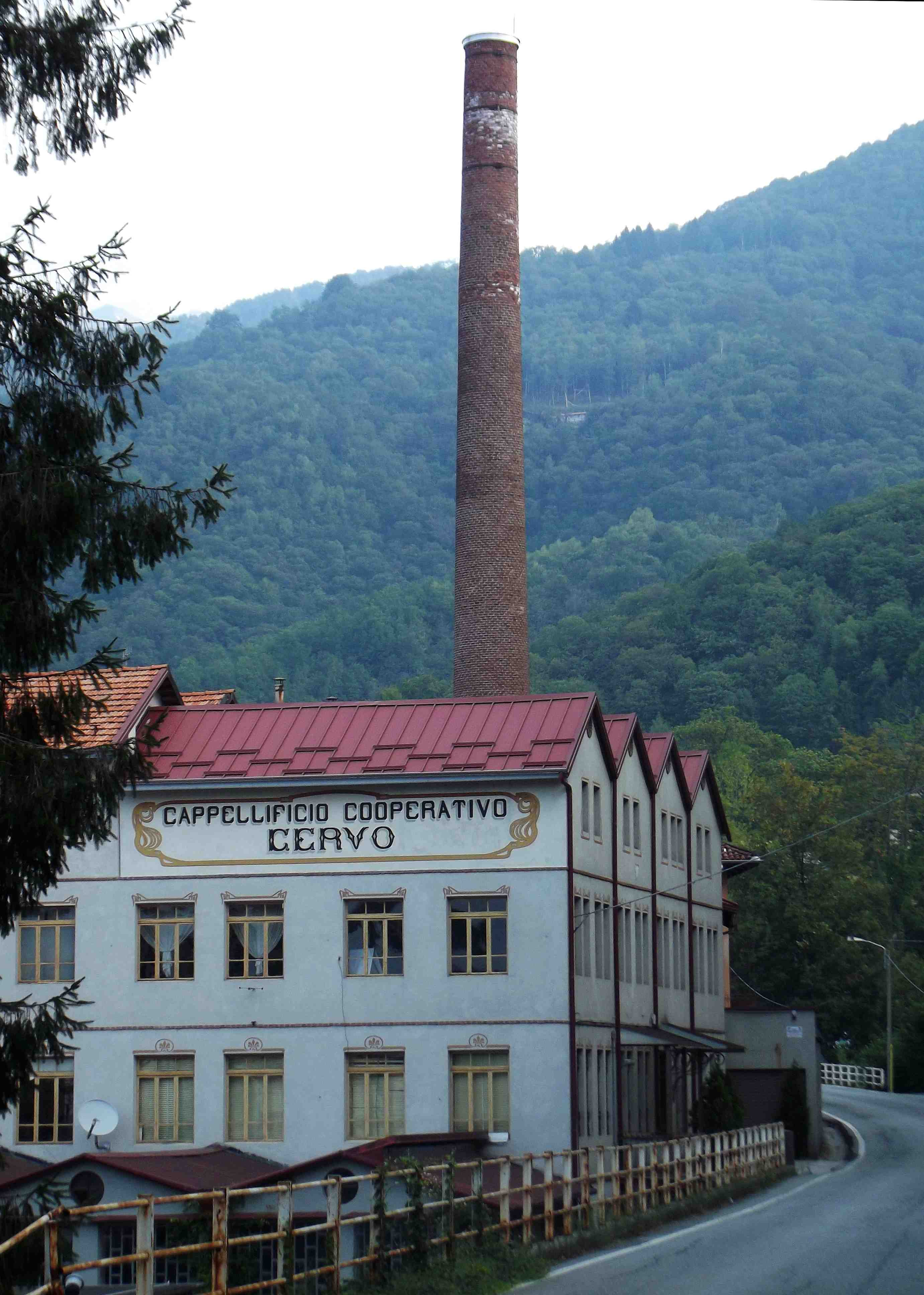
La storica sede di Sagliano

Già nel XVII secolo nel territorio biellese era particolarmente rilevante la produzione di cappelli. Nel 1755 Gio Battista Bonessio richiese di poter tenere aperta la sua bottega alle autorità dell'Università dei Mastri fabbricanti di cappelli con un atto di sottomissione al Console di Commercio, giurando “sulle sacre reliquie” di attenersi e osservare scrupolosamente il processo produttivo segretato. Nel 1863 avvenne la prima fornitura di cappelli da alpino al Regio Esercito, che il 25 marzo dello stesso anno dà ufficialmente il via alla produzione del cappello per gli ufficiali, un oggetto che negli anni si è modificato ed evoluto nelle forme e nei colori divenendo un simbolo con forte accezione patriottica.
Nel 1891 lo stabilimento di Sagliano venne raccordato con la ferrovia Biella-Balma, che rimase attiva fino al 1958. Nel 1897 i mastri cappellai della valle si riunirono nell'Anonima Cooperativa Cappellai Sagliano Micca, divenuta Anonima Cooperativa Cervo nel 1934 ed infine, nel 1963, Cappellificio Cervo Srl. Nel 1982 il marchio Barbisio fu acquisito da tale società; oltre a Barbisio il Cappellificio Cervo possiede anche il marchio Bantam, che dal 1938 produce cappelli uomo. Nel 2009 entrò nella società biellese la finanziaria Polluce 1 (controllata dalla famiglia Romiti), e Maurizio Romiti ne fu nominato presidente.

## Lavorazione
I cappelli Barbisio sono realizzati in feltro di pelo, prodotti direttamente in fabbrica, attraverso l'uso dei macchinari originari evolutisi nel tempo per adattarsi alle nuove esigenze di produzione. Il feltro è un materiale vivo: le fibre che lo compongono reagiscono al calore e all'umidità e, se lavorate da mani esperte, possono diventare cappelli. La capacità di rendere duttile tale materiale, acquisita in oltre un secolo di applicazione, permette oggi allo storico marchio di abbinare e sperimentare accoppiamenti con altri materiali, come la paglia Cuenca o Toquilla, tessuti in cotone, jersey, tweed, cashmere e lana, maglieria rustica, lane biologiche. La produzione avviene a mano, grazie anche alle originarie forme in legno.
I cappelli Barbisio sono considerati tra i più leggeri al mondo: per fabbricare il feltro, infatti, si utilizzano materiali con un micronaggio più elevato del cashmere. La lavorazione inizia dalla 'soffiatura' di alcune tipologie di pelo, quali il Garenne, il Clapier, il Bcb e l'Arète, per arrivare alle 'imbastitrici' che abbozzano la forma del cono. Segue la 'follatura', eseguita meccanicamente o secondo le caratteristiche del feltro che si vuole ottenere e la tintura, realizzata in una vasta gradazione di colori. Successivamente si giunge alle complesse e delicate operazioni di 'modellatura', 'rifinitura' e 'finissaggio', che donano al feltro una speciale caratteristica. Si termina con accurate lavorazioni di 'guarnizione' - applicazione dei marocchini, nastri, e fodere- che portano al prodotto finale.

## Barbisio in TV
I cappelli e lo stabilimento Barbisio sono apparsi in alcune fiction della televisione italiana. Il 3 e 4 ottobre 2011, la linea "cinema" Barbisio è stata utilizzata nella serie tv "Il signore della truffa", trasmessa da Rai 1 e con protagonista Gigi Proietti. Il 18 e il 19 marzo 2012, invece, sempre Rai 1 ha trasmesso la miniserie tv "Il sogno del maratoneta", prodotta da Luca Barbareschi per la regia di Leone Pompucci. La fiction, che ha visto tra gli attori Luigi Lo Cascio e Laura Chiatti, è stata in parte girata all'interno dello stabilimento Barbisio di Sagliano Micca.